# Karl Joho
Karl Joho (* 12. Oktober 1875 in Bruchsal; † 18. Dezember 1944 in Baden-Baden) war ein deutscher Schriftsteller und Redakteur, der u. a. beim Karlsruher Tagblatt tätig war.

## Leben und Werk
Er war der Sohn des Verwalters der Erziehungs- und Rettungsanstalt Durlach. Joho wurde als Schriftleiter vor allem durch eine Kunstbetrachtungen von ausgeprägter Eigenart bekannt. Er schrieb mehrere Erzählungen, die Land und Leute am Oberrhein schildern und deren Besonderheit ein stiller, meist etwas wehmütiger Humor ist.
Sein Sohn Wolfgang Joho (* 6. März 1908 in Karlsruhe; † 13. Februar 1991 in Kleinmachnow) wurde ebenfalls Schriftsteller. 